# Meridiano 148 E
O meridiano 148 E é um meridiano que, partindo do Polo Norte, atravessa o Oceano Ártico, Ásia, Oceano Pacífico, Australásia, Oceano Antártico, Antártida e chega ao Polo Sul. Forma um círculo máximo com o meridiano 32 W.
Começando no Polo Norte, o meridiano 148 Este tem os seguintes cruzamentos sucessivos:
| País, território ou mar | Notas                                                                                                  |
| ----------------------- | --- |
| Oceano Ártico           | |
| Rússia                  | Iacútia - Ilha Nova Sibéria                                                                            |
| Oceano Ártico           | Mar Siberiano Oriental                                                                                 |
| Rússia                  | Iacútia Oblast de Magadan                                                                              |
| Mar de Okhotsk          | |
| Rússia                  | Ilhas Curilas - Ilha Iturup (Oblast de Sacalina), administrada pela Rússia mas reivindicada pelo Japão |
| Oceano Pacífico         | Passa entre as ilhas Rambutyo e Nauna, Papua-Nova Guiné                                                |
| Oceano Pacífico         | Mar de Bismarck - Passa a oeste da ilha Sakar, Papua-Nova Guiné                                        |
| Papua-Nova Guiné        | Ilha Umboi                                                                                             |
| Oceano Pacífico         | Mar de Salomão                                                                                         |
| Papua-Nova Guiné        | Nova Guiné                                                                                             |
| Oceano Pacífico         | Mar de Coral - passa pelas Ilhas do Mar de Coral, Austrália                                            |
| Austrália               | Queensland Nova Gales do Sul Victoria                                                                  |
| Estreito de Bass        | |
| Austrália               | Tasmânia                                                                                               |
| Oceano Pacífico         | Mar da Tasmânia                                                                                        |
| Austrália               | Ilha Flinders e Ilha Cape Barren, Tasmânia                                                             |
| Estreito de Bass        | Passa a oeste da Ilha Clarke, Tasmânia, Austrália                                                      |
| Austrália               | Tasmânia                                                                                               |
| Oceano Pacífico         | Mar da Tasmânia - passa a oeste da Ilha Maria, Tasmânia, Austrália                                     |
| Austrália               | Península de Tasman, Tasmânia                                                                          |
| Oceano Pacífico         | |
| Oceano Antártico        | |
| Antártida               | Território Antártico Australiano, reivindicado pela Austrália                                          |